# El Carrizalillo, Querétaro Arteaga
El Carrizalillo är en ort i Mexiko.   Den ligger i kommunen Peñamiller och delstaten Querétaro Arteaga, i den centrala delen av landet, 200 km norr om huvudstaden Mexico City. El Carrizalillo ligger 1 546 meter över havet och antalet invånare är 164.
Terrängen runt El Carrizalillo är kuperad. Runt El Carrizalillo är det ganska glesbefolkat, med 24 invånare per kvadratkilometer. Närmaste större samhälle är Villa Emiliano Zapata, 12,1 km sydost om El Carrizalillo. Trakten runt El Carrizalillo består i huvudsak av gräsmarker.